# Giovanni Cervi (partigiano)
Giovanni Cervi (Gattatico, 1º giugno 1903 – Milano, 19 dicembre 1943) è stato un partigiano italiano, fucilato all’Arena di Milano il 19 dicembre 1943.

## Biografia
Giovanni Cervi nacque a Gattatico, comune della provincia di Reggio Emilia, cugino di terzo grado con i Fratelli Cervi, da una famiglia di 5 fratelli e 4 sorelle. Dopo la sua nascita la famiglia si trasferì a Montecchio Emilia. Studiò prima a Parma e poi a Milano dove si laureò nel 1927 in ingegneria industriale al Politecnico di Milano. Vinto il concorso di assistente alla cattedra Agrario Meccanica dell’Università di Perugia dove divenne anche assistente di Idraulica Agraria e di Costruzioni Rurali, nel 1935 fu costretto a lasciare l’insegnamento per essersi rifiutato di iscriversi al PNF. Il 16 novembre 1935 fu assunto come impiegato tecnico progettista all'ufficio tecnico studi delle Reggiane (OMI) di Reggio Emilia del Gruppo Caproni, poi passò all’Acna di Cesano Maderno, successivamente alla Luigi De Kummerlin di Pero ed infine, nel 1940, fu assunto alla Caproni di Taliedo come ingegnere capo dell'Ufficio Tecnico degli Impianti.
Militante di Giustizia e Libertà, organizzatore degli scioperi del marzo 1943, il 25 luglio fu eletto capo della Commissione interna. Il 9-10 settembre 1942 partecipò al tentativo di costituzione della Guardia Nazionale in stretta collaborazione con Leopoldo Gasparotto. Nel suo libro Fischia il vento Sergio Leondi scrive: "Giovanni Cervi era il numero uno dell'organizzazione militante antifascista di Taliedo, ne era il teorico, quello che sentivamo come una guida e, anche se non ammettevamo capi, lo sentivamo come il "Capo" nella sua bravura e modestia insieme di uomo umile e schivo".
All'arrivo dei tedeschi a Milano fu scongiurato dal suo collaboratore Leonida Calamida "di nascondersi in un paesino dell'Emilia per un certo tempo" ma non volle lasciare i compagni e "il posto di battaglia che aveva volontariamente scelto e che amava tanto".
Fu arrestato dalle SS il 3 novembre e tradotto al carcere "incolpandolo di detenere delle armi che non gli vennero trovate né in casa né altrove" (dalla sentenza del 1946 a pag.20). 

Insieme ad altre sette persone detenute nel carcere di San Vittore per attività antifasciste (Carmine Campolongo, Fedele Cerini, Luciano Gaban, Alberto Maddalena, Carlo Mendel, Beppe Ottolenghi, Amedeo Rossin) il 19 dicembre 1943 fu condannato a morte dal Tribunale militare straordinario costituito dal generale Solinas, su ordine del ministro dell'interno della RSI Guido Buffarini Guidi e del capo della Provincia Oscar Uccelli, in quanto furono considerati “responsabili di omicidi, di rivolta contro i poteri dello Stato, d’incitamento alla strage, detentori di armi e munizioni, di apparecchi radio trasmittenti e di materiale di propaganda comunista” in rappresaglia per l'attentato in cui il giorno prima era morto il federale di Milano Aldo Resega e fucilato all'Arena Civica di Milano il 19 dicembre 1943 alle 17.

L’accusa del Tribunale militare era infondata in quanto era stato arrestato prima dell’attentato a Resega. Il Corriere della Sera pubblicò il 20 dicembre 1943 due articoli, uno sull’omaggio alla salma di Aldo Resega con l’annuncio dei funerali nel pomeriggio ed uno sulla condanna a morte già eseguita degli otto partigiani.
I due articoli scrivevano che Resega aveva detto nel suo testamento che non voleva rappresaglie ma che “tutto il fascismo è rimasto al suo posto, vigile e saldo, fidente che gli organi dello Stato avrebbero compiuto la loro opera di doverosa giustizia contro i sanguinari disgregatori dell’ordine e traditori della Patria”, facendo apparire falsamente la condanna a morte come un'azione non collegata strettamente all’attentato.

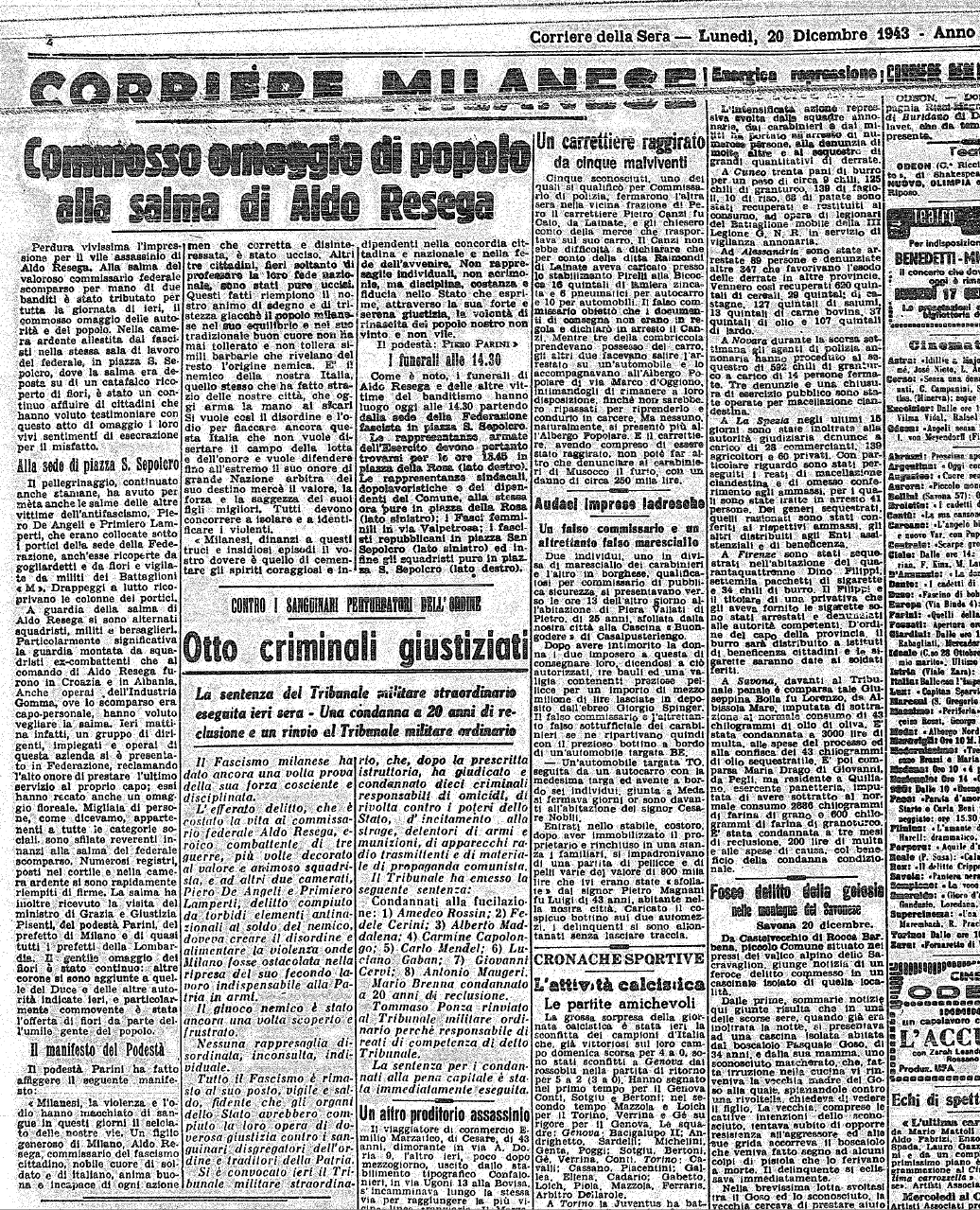
Corriere della Sera del 20 dicembre 1943

La predeterminazione della condanna a morte è dimostrata dal fatto che l'Arena fu bloccata al pubblico da reparti militari del Terzo Bersaglieri e da genieri alcune ore prima della sentenza del tribunale militare, come scritto nella sentenza citata della Corte d'Assise del 1946 con nota a pagina 40 .
Per i dettagli della morte si legga il resoconto di Giuseppe Bulferi Bulferetti sulla voce Strage dell'Arena.
In una giornata di estate dopo la Liberazione i partigiani della Caproni riportarono la salma a Montecchio, dove viveva la famiglia. Arrivarono da Milano in duecento con quaranta automobili e lo vegliarono a turno, giorno e notte fino al momento dell'ultimo saluto, poi se ne andarono ordinatamente dopo aver imposto il suo nome a una via del paese.
Nel 1946 i giudici della Corte di Assise speciale di Milano condannarono a morte i membri del Tribunale militare che ricorsero poi in Cassazione ed ottennero una revisione del processo, dato che nel frattempo era stata decretata un'amnistia.
.
In ricordo dell’uccisione furono posti un cippo e una lapide all’Arena e una lapide in viale Bianca Maria 35 dove abitava che ricorda anche Mino Steiner. Sulla targa è inciso: "Qui dimorarono i patrioti/ ing. Giovanni Cervi/ fucilato all'Arena di Milano 19-12-1943/ dott. Mino Steiner/ caduto a Mauthausen 3-4-1945/ siano ricordati e glorificati/ a esempio di estrema dedizione/ agli ideali supremi della Libertà/ Ventennale della guerra di Liberazione".
Una lapide è stata posta anche al Centro socio-ricreativo per anziani del Comune di Milano in via Boscovich 43, ex sede del Consiglio di Zona 3.

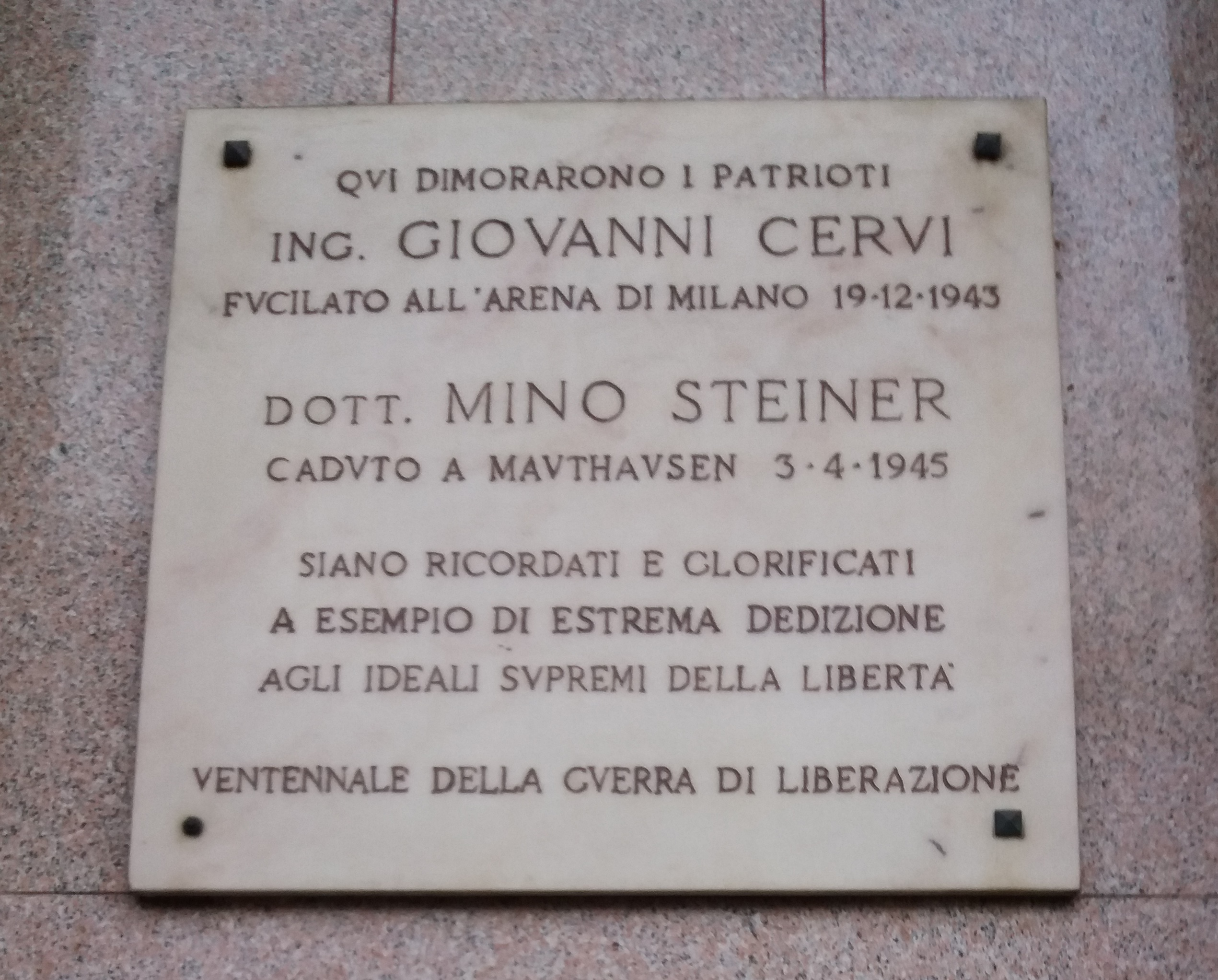
Lapide sulla facciata di viale Bianca Maria 35

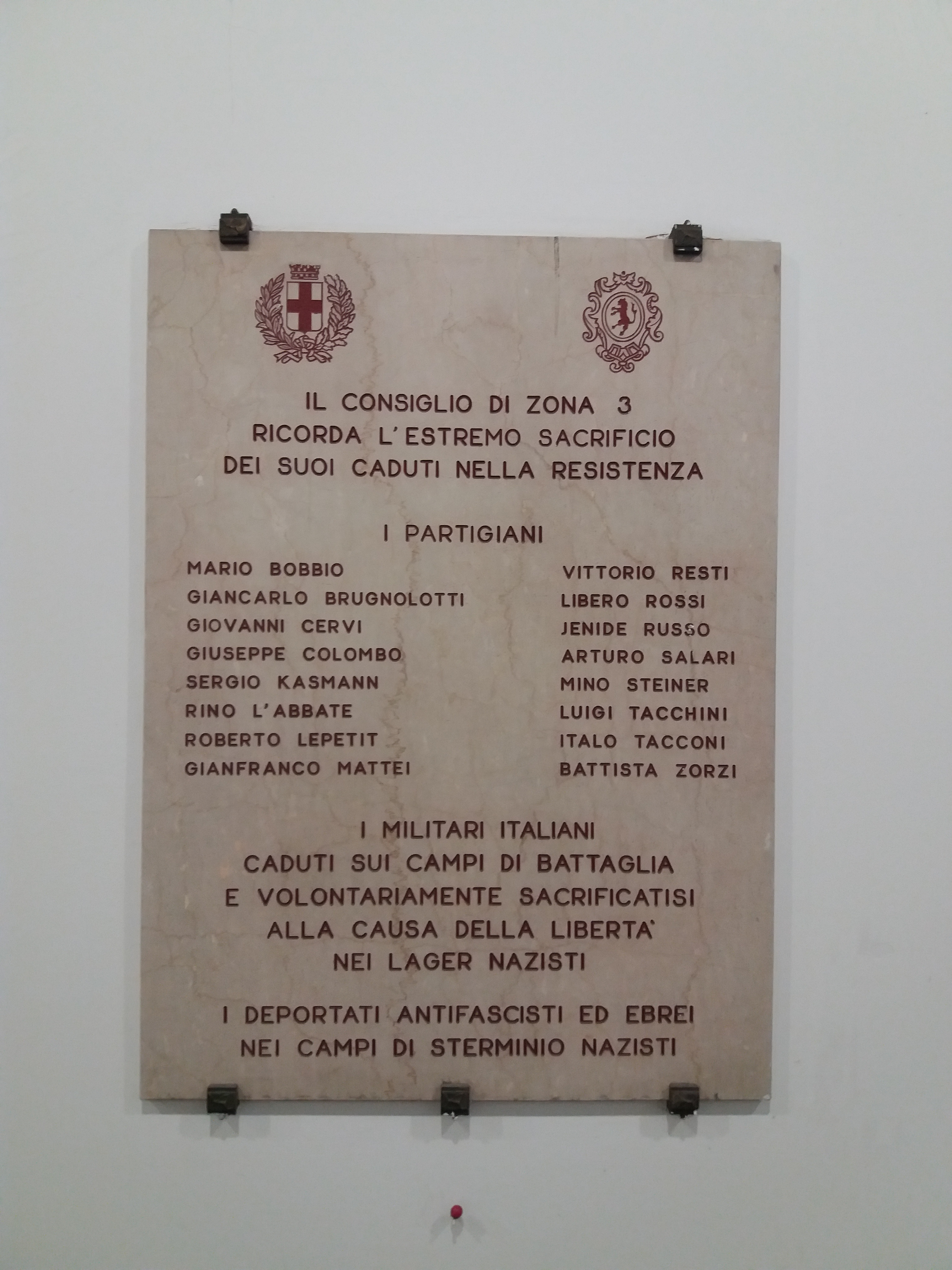
Lapide in via Boscovich 43

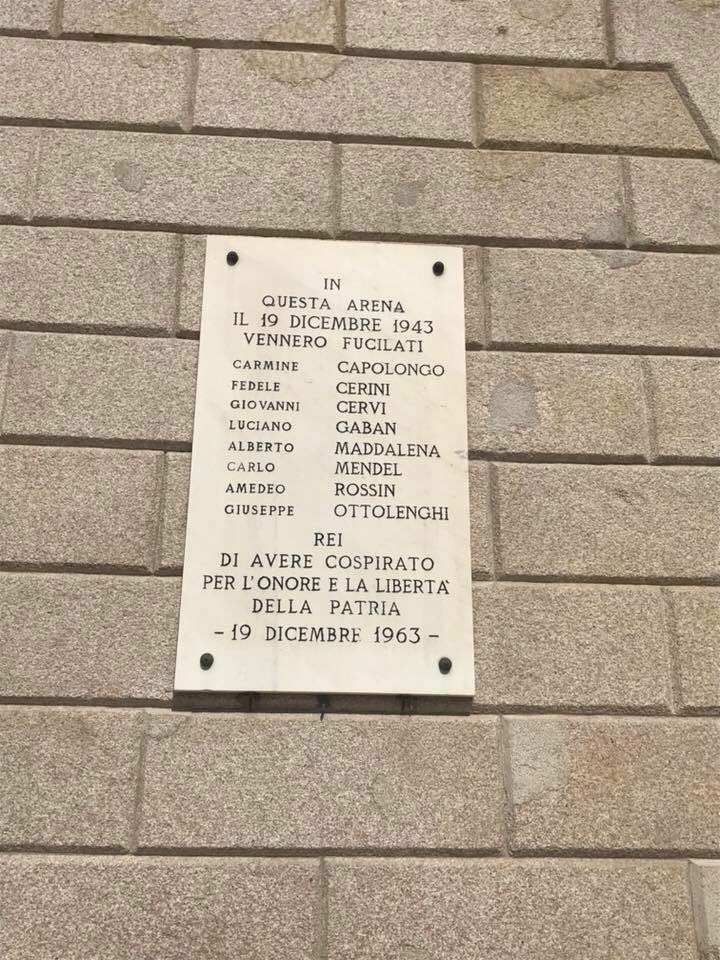
Lapide all’Arena Civica di Milano

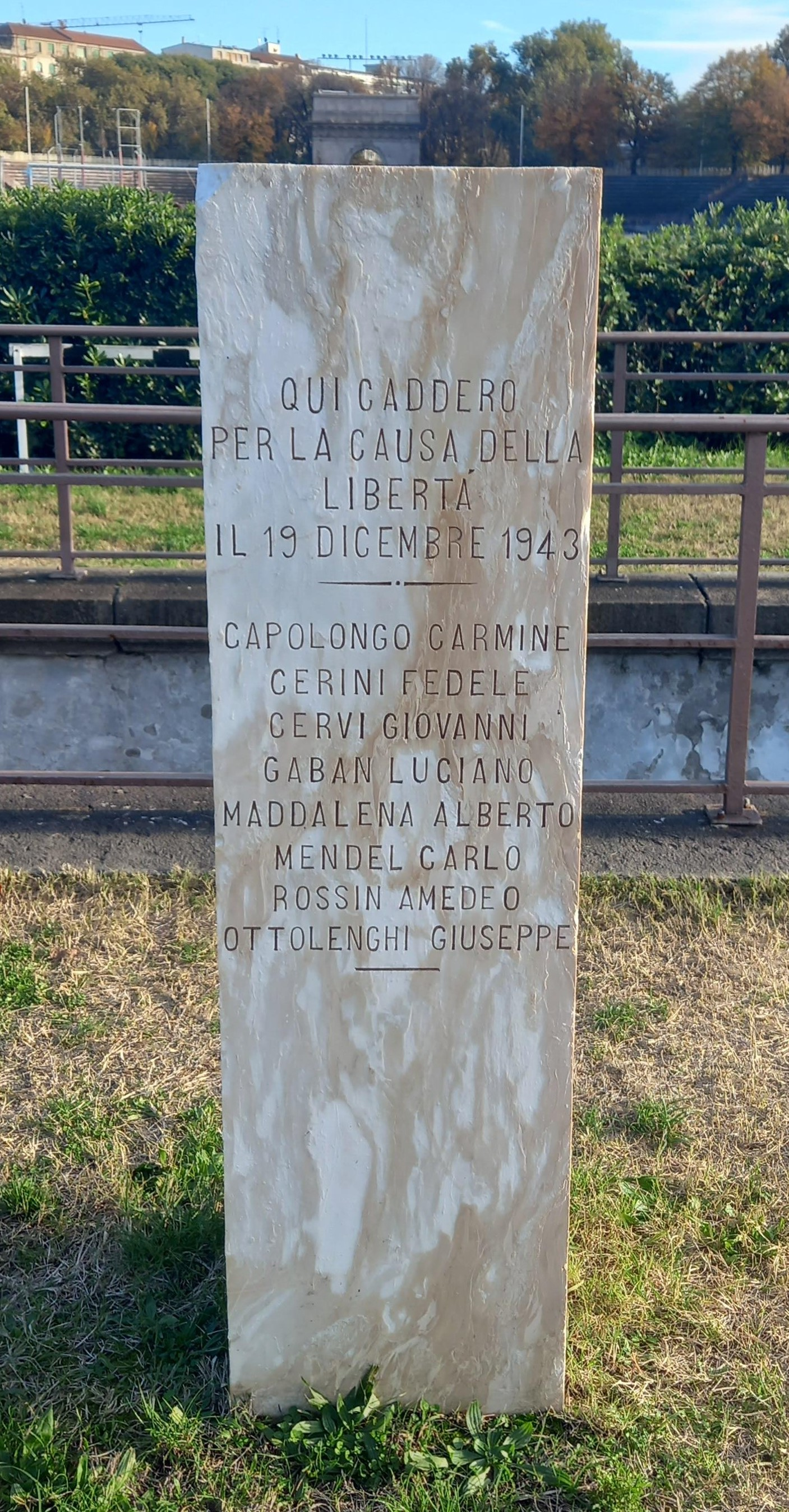
Cippo all’Arena Civica di Milano

Luigi Borgomaneri dell'ISMEC ha raccolto la seguente testimonianza di Mariano Lazzarini su Giovanni Cervi: Con la scomparsa di Cervi veniva a mancare un protagonista straordinario del movimento antifascista della Caproni, quello che più di tutti aveva riscosso simpatie e consensi, travalicando gli schieramenti di partito; la sua personalità integerrima, l'atteggiamento fermo ma alieno da settarismi, la ricerca dell'unità tra i democratici che aveva caratterizzato ogni sua azione, l'estrema sensibilità verso i più deboli, fecero sì che i comunisti delle officine di via Mecenate intitolassero al nome del valoroso dirigente di Giustizia e Libertà la 196ª Brigata Garibaldi SAP costituitasi ufficialmente nei giorni dell'insurrezione; così come i partigiani giellisti della fabbrica, nel momento in cui dopo la Liberazione vollero farsi riconoscere dal nuovo Stato democratico per il servizio prestato nella lotta clandestina, ottennero per loro comodità di essere inquadrati nella stessa formazione sappista.
Il 19 dicembre 2018 per il 75-esimo anniversario della condanna a morte l'ANPI e il Comune di Milano hanno commemorato l'evento presso il cippo all'Arena deponendo due corone.

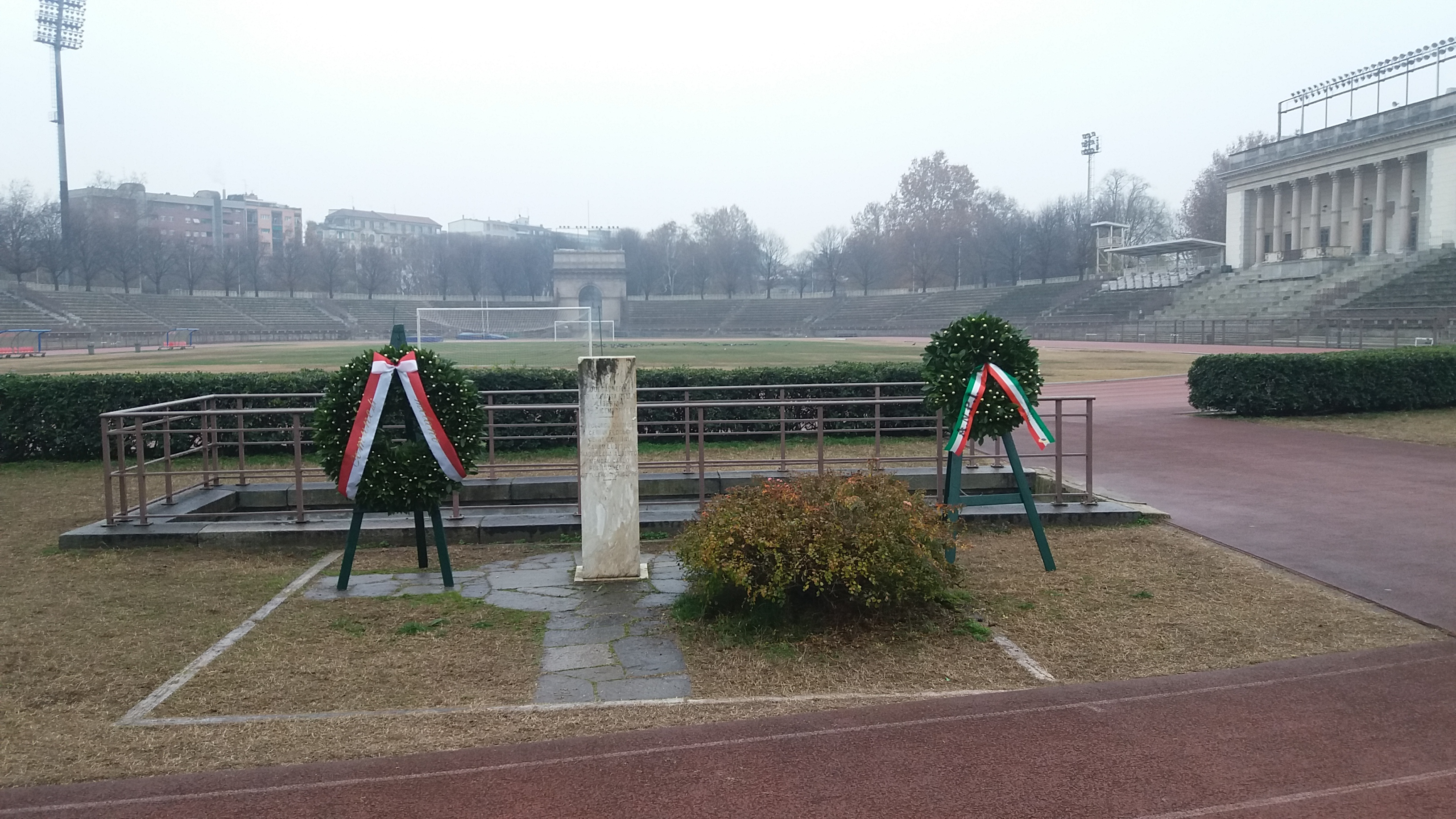
Corone dell'ANPI e del Comune di Milano accanto al cippo il 19 dicembre 2018